# Pobuże
Pobuże, Bobuża (biał. Пабужжа, Pabużża; ros. Побужье, Pobużje)  – dawna wieś na Białorusi, w obwodzie homelskim, w rejonie wieteckim.
W wyniku katastrofy w elektrowni jądrowej w Czarnobylu i skażenia promieniotwórczego mieszkańcy wsi zostali przesiedleni.
Wieś została oficjalnie zlikwidowana w 2011 roku.